# Maioria silenciosa
Maioria silenciosa é a designação pela qual ficou conhecida em Portugal a iniciativa política de alguns sectores conservadores da sociedade portuguesa, civil e militar, que decidiram organizar uma manifestação, em 28 de Setembro de 1974, de apoio ao então Presidente da República General Spínola. A manifestação visava o reforço de posição política deste militar.

### Preparação pela organização
Dia 9 de Setembro reúnem-se para preparar a manifestação da “maioria silenciosa”, elementos dos partidos PP/MFP, PDC e PL, tendo sido escolhidos para a comissão organizadora José Filipe Rebelo Pinto, António Sousa Macedo, Manuel Sá Coutinho, Francisco de Bragança van Uden, António da Costa Félix e Manuel João Ramos de Magalhães, que viria a ser presidida por Fernando José Pereira Marques Cavaleiro, na sequência de contactos entre o Tenente-coronel António Figueiredo e o general Kaúlza de Arriaga.
No dia 10 de Setembro, nas instalações da SINASE, o tenente-coronel Figueiredo, Almeida Araújo e António Ávila reúnem-se com os membros da Comissão Organizadora da manifestação, distribuindo tarefas. A 13 de Setembro, o Partido Liberal distribui uma carta-circular apelando à participação na manifestação de apoio ao Presidente da República que seria denominada de “maioria silenciosa” e a realizar em data a anunciar.
Dia 23 o Governador Civil de Lisboa autoriza a manifestação.
Na tarde de 26 tem lugar o Concurso Hípico Internacional de Lisboa em que Spínola recebe um cartaz da “maioria silenciosa” entre os aplausos dos presentes. Nessa ocasião, Galvão de Melo, trajado de cavaleiro, declara o seu apoio à manifestação. Passados dois dias, estando ele enquanto chefe de Estado numa corrida de touros no Campo Pequeno, será a vez do cavaleiro tauromáquico José João Zoio fazer o mesmo.

### Reações de oposição à manifestação
No dia 27, o Brigadeiro Otelo Saraiva de Carvalho do COPCON e o Ministro da Defesa Mário Firmino Miguel reagem, com o conhecimento de Costa Gomes. Otelo monta uma operação visando a prisão de antigos membros da Legião Portuguesa, de pessoas ligadas ao Estado Novo e dos envolvidos na preparação da manifestação.
O Ministro da Comunicação Social lê um comunicado do Governo Provisório na Emissora Nacional, emitido de meia em meia hora. A manifestação é interditada pelo MFA. Os partidos políticos de esquerda distribuem entretanto comunicados apelando “à vigilância popular” e denunciam as tentativas contra-revolucionárias dessa minoria tenebrosa. São levantadas barricadas populares nos acessos a Lisboa e noutras localidades. Durante a noite, grupos de militares tomam o lugar dos activistas civis. São detidas várias figuras políticas afectas ao velho regime, quadros da Legião Portuguesa e alguns manifestantes.
Nas entradas de Lisboa, foram apreendidas:
- 699 espingardas caçadeiras;
- 44 espingardas de pressão de ar;
- 118 pistolas e revólveres;
- 23 pistolas de alarme;
- 332 armas brancas;
- 549 matracas e congéneres;
- e 9885 munições.[8]

### Derrota de Spínola
António de Spínola tenta entretanto reforçar o poder da Junta de Salvação Nacional, que comanda, e, em vão, estabelecer o estado de sítio. Em consequência disso, a Comissão Coordenadora do MFA impõe-lhe a demissão dos três generais mais conservadores do grupo: Galvão de Melo, Manuel Diogo Neto e Jaime Silvério Marques. Derrotado, Spínola demite-se a 30 de setembro do cargo de Presidente da República, sendo substituído pelo general Costa Gomes. No seu discurso de renúncia, Spínola ataca as políticas do governo e alega que haveria caos, anarquia e “novas formas de escravatura”.
Com a “vitória sobre a reação” e a derrota da direita civil, declaradas pelo então Primeiro Ministro Vasco Gonçalves, fecha-se assim o que seria considerado o primeiro ciclo do PREC.

### Atos subsequentes
Vários apoiantes militares de Spínola fogem para o estrangeiro.
Spínola continuaria a sua influência, contribuindo na organização da tentativa de golpe a 11 de março de 1975, mas também na criação e liderança da organização terrorista MDLP. Esta organização realizará mais de 500 atentados incluindo ataques a sedes políticas e cívicas, bombas e assassinatos até 1979.